# Stadio Nueva Condomina
Lo stadio Nueva Condomina, in spagnolo Estadio Nueva Condomina, è uno stadio di Murcia. È stato inaugurato l'11 ottobre del 2006 con un incontro amichevole che vedeva sfidarsi le selezioni calcistiche nazionali di Spagna e Argentina.
Accoglie le partite di campionato e Coppa del Re giocate dalla maggiore squadra locale, il Real Murcia.
Può contenere oltre 30 000 spettatori.
Inoltre, qualora fosse stata  assegnata l'organizzazione della Coppa del Mondo FIFA del 2018 alla candidatura ispano-portoghese, venne previsto un ampliamento della capacità della struttura, che sarebbe dovuta passare a contenere oltre 40 000 persone. Infatti la città di Murcia, sarebbe stata una delle città ospitanti alcuni incontri della massima competizione mondiale assegnata poi alla Russia per l'edizione 2018.